# Cyprolais
Cyprolais is een geslacht van kevers uit de familie bladsprietkevers (Scarabaeidae). Het geslacht werd voor het eerst wetenschappelijk beschreven in 1842 door Burmeister.

## Soorten
- Cyprolais allardi Marais & Holm, 1992
- Cyprolais aurata (Westwood, 1841)
- Cyprolais babaulti Allard, 1983
- Cyprolais cornuta Heath, 1904
- Cyprolais hornimanni Bates, 1877
- Cyprolais loricata Thomson, 1877
- Cyprolais mutica Janson, 1915
- Cyprolais pythia Kolbe, 1899
- Cyprolais quadrimaculata (Fabricius, 1781)
- Cyprolais ruteri Allard, 1983
- Cyprolais selene Kolbe, 1899
- Cyprolais viridipyga Lewis, 1879